# Codice internazionale per la nomenclatura delle alghe, funghi e piante
Il Codice internazionale di nomenclatura per le alghe, funghi e piante (ICN) è entrato in vigore dal 1º gennaio 2012 e ha apportato alcuni sostanziali cambiamenti rispetto ai precedenti Codici Internazionali di Nomenclatura Botanica. Il Codice internazionale di nomenclatura per le alghe, funghi e piante contiene le nuove regole per l'istituzione di taxa validi.

## Il nuovo codice
La Sezione di Nomenclatura riunitasi subito prima del 18º Congresso Internazionale Botanico a Melbourne, in Australia nel luglio 2011, ha introdotto cambiamenti radicali al modo in cui gli scienziati potranno dare il nome a nuove piante, alghe e funghi. I cambiamenti cominciano sulla copertina: il titolo è stato ampliato per rendere esplicito che il codice si applica non solo alle piante, ma anche alle alghe e ai funghi. Il nuovo titolo sarà ora Codice Internazionale per la Nomenclatura delle alghe, funghi e piante.

## Cambiamenti
Con l'inizio del nuovo anno, la comunità botanica internazionale ha respinto due requisiti finora essenziali nella descrizione di nuove specie o altri taxa. Per la prima volta nella storia del codice viene consentita la pubblicazione scientifica in formato elettronico di nomi di nuovi taxa. Per tanto l'articolo che descrive una nuova specie non deve essere obbligatoriamente stampato, ma può anche essere pubblicato online. Inoltre, in uno sforzo complessivo per rendere la pubblicazione di nuovi nomi più accurata ed efficiente, la necessità di una diagnosi in latino non è più strettamente obbligatoria, consentendo che la descrizione venga fatta anche solo in lingua inglese, per quei componenti essenziali della pubblicazione di un nuovo nome. Si legge infatti in un articolo che spiega le decisioni prese al Congresso Internazionale di Botanica tenutosi a luglio 2011 a Melbourne: "Beginning 1 January 2012 names of new plants, algae, and fungi may now be published with a validating diagnosis or description that is written in either Latin or English". Le regole di nomenclatura per i funghi vedranno parecchi cambiamenti importanti, il più importante dei quali è probabilmente l'adozione del principio "un fungo, un nome". Anche per i paleobotanici ci saranno importanti cambiamenti con l'eliminazione del concetto di "morphotaxa" dal Codice.

## Codice Internazionale di Nomenclatura
Il Codice internazionale di nomenclatura (ICN) è costituito da un insieme di articoli che regolano come debbano venire dati i nomi dei vegetali, dei funghi e delle alghe.

Il codice viene edito, mantenendolo aggiornato, da botanici provenienti da tutto il mondo che si riuniscono ogni 5 anni in una sessione precongressuale del Congresso botanico internazionale.
Durante queste sedute vengono votati gli emendamenti (cambiamenti) al codice proposti dai botanici nei cinque anni che intercorrono tra un congresso e un altro.
A queste sedute possono partecipare tutti i soci dell'IAPT (International Association for Plant Taxonomy) e hanno diritto al voto i soci (con singolo voto) e le istituzioni botaniche (con numero di voti proporzionale alla quantità di campioni conservati nei propri erbari).
Il codice sancisce quali sono i requisiti per i quali un nome sia validamente pubblicato, cosa è un tipo nomenclaturale e come debba venire designato, ecc.
In allegato vi è un elenco dei Nomina conservanda ovvero di quei nomi che, malgrado non rispettino gli articoli del codice, devono continuare a essere adoperati perché ormai di uso comune e universale.